# Hans-Jochen Vogel (Pfarrer)

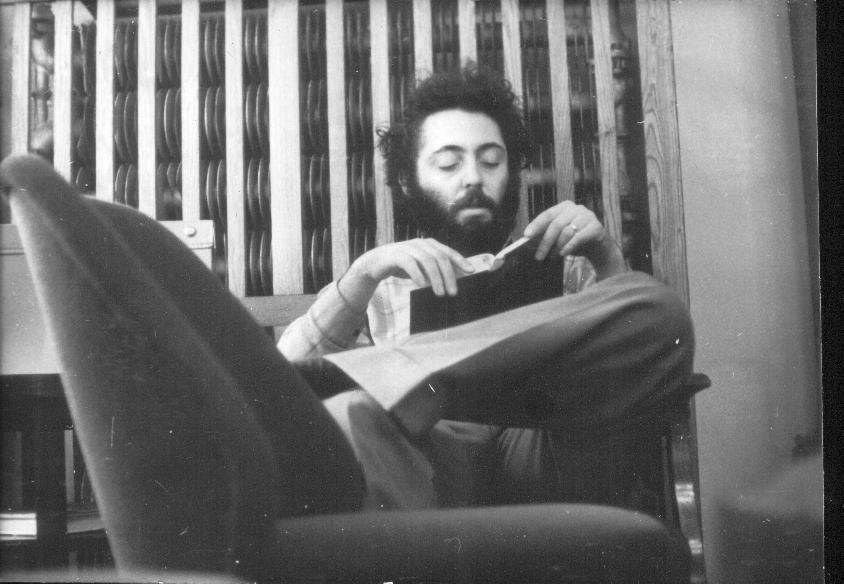
Studentenpfarrer Hans-Joachim Vogel, ca. 1973

Hans-Jochen Vogel (* 27. Februar 1943 in Chemnitz; † 27. Dezember 2005 ebenda) war ein Studentenpfarrer.

## Leben
Vogel war 25 Jahre als Pfarrer der Evangelischen Studentengemeinde Karl-Marx-Stadt (Chemnitz) tätig. Nach der Selbstverbrennung des Falkensteiner Pfarrers Rolf Günther am 17. September 1978 verstärkte die Bezirksverwaltung Karl-Marx-Stadt des Ministeriums für Staatssicherheit (MfS) ihre Bemühungen, im Bereich der Kirche vertrauliche Kontakte zu „progressiven“ Pfarrern zu knüpfen. Im Rahmen dieses Maßnahmenplans sollte Vogel als Inoffizieller Mitarbeiter gewonnen werden. Vogel traf sich auch mehrere Jahre lang mit Offizieren des Ministeriums. Weil er aber die in ihn gesetzten Erwartungen nicht erfüllte, wurde die Zusammenarbeit eingestellt. Später ermittelte das MfS gegen Vogel, weil er Friedensgruppen in der DDR aktiv unterstützte.
Vogel engagierte sich in der Friedensarbeit seiner Gemeinde, er arbeitete aber auch in der Christlichen Friedenskonferenz der DDR (CFK) mit. Für die „Arbeitsgemeinschaft Offene Kirche“ gab er staatlich nicht-genehmigte und vom MfS als „anti-sozialistisch“ bewertete Informationsblätter heraus.
Nach der Wiedervereinigung setzte er sein Engagement in der Friedenspolitik fort und wurde Mitglied bei Attac Chemnitz. Im Jahr 2000 wurde er wegen eines Aufrufs an die Soldaten der Bundeswehr, die Teilnahme am Kosovokrieg zu verweigern, angeklagt, jedoch freigesprochen. Vogel nahm an Ostermärschen in Chemnitz teil und hielt dort Ansprachen. 2005 war er Mitinitiator des Chemnitzer Friedenstages.
Hans-Jochen Vogel war langjähriger Autor der Zeitschrift telegraph und Redakteur der Zeitung gegen den Krieg.
2004 wurde Vogel mit dem Chemnitzer Friedenspreis ausgezeichnet.

## Veröffentlichungen
- Schalom und adé? Kirchliche Friedensbewegung und Konziliarer Prozeß in der DDR wirken weiter. (Mit einem Zeitzeugnis aus dem Jahre 1984). In: Frieden schaffen ohne Waffen. Für nichtmilitärische Konfliktlösungen in und durch Europa. Beiträge zum Fünften Dresdner Friedenssymposium am 15. Februar 1997. (Hrsg.) Dresdener Studiengemeinschaft Sicherheitspolitik (DSS) e. V.: DSS-Arbeitspapiere, Dresden 1997, Heft 34, S. 23–38. urn:nbn:de:bsz:14-qucosa2-340449
- Wir haben (die DDR) verloren; wir haben eine Welt zu gewinnen. In: Bernd Gehrke, Wolfgang Rüddenklau (Hrsg.): War doch nicht unsere Alternative. Westfälisches Dampfboot, Münster 1999. ISBN 3-89691-466-9. S. 399 ff.
- Chancen und Hindernisse auf dem Weg zu einem friedlichen Europa. Beiträge zum Neunten Dresdner Friedenssymposium am 10. Februar 2001. (Hrsg.) Dresdener Studiengemeinschaft Sicherheitspolitik (DSS) e. V.: DSS-Arbeitspapiere, Dresden 2001, Heft 58, S. 6–20.
- Globalisierung, ostdeutsch. In: Christine Buchholz: Unsere Welt ist keine Ware: Handbuch für Globalisierungskritiker. Kiepenheuer & Witsch, Köln 2002. ISBN 3-462-03164-3. S. 167 ff.
- Sprachlose Intellektuelle. In: Ossietzky Heft 20/2004.
- Strukturelle Gewalt im Krieg (1978-2). In: Martin-Luther-King-Zentrum für Gewaltfreiheit und Zivilcourage – Archiv der Bürgerbewegung Südwestsachsens: Raum für Güte und Gewissen: das Christliche Friedensseminar Königswalde im damaligen Bezirk Karl-Marx-Stadt/DDR 1973–1990. Kraussreinhardt, 2004. ISBN 3-9810040-0-0. S. 55 ff.
- lebendig werden – die Stimme Hans-Jochen Vogels. Scheunen-Verlag, Kückenshagen 2008. ISBN 978-3-938398-58-6 (herausgegeben von Elke Vogel)
- Nachwort zu Unfrieden in Deutschland GNN-Verlag, Schkeuditz, ISBN 3-928556-06-1

## Sekundärliteratur
- Jens Langer: Hans-Jochen Vogel: 27.02.1943 – 27.12.2005, in: Stadt-Gespräche, Heft 42, März 2006, S. 35, ISSN 0948-8839.
- Ehrhart Neubert: Geschichte der Opposition in der DDR 1949–1989. 2. Auflage. Ch. Links Verlag, Berlin 1998. ISBN 978-3-86153-163-0. passim